# Juan Luis Cebrián Echarri
Juan Luis Cebrián Echarri (Madrid, 30 d'octubre de 1944) és un periodista, escriptor i acadèmic espanyol. És president executiu del grup PRISA des de 2008. Va ser director-fundador del diari El País, que va dirigir des de 1976 fins a novembre de 1988.

## Biografia
El seu pare, Vicente Cebrián, va ser un alt càrrec de la premsa del règim franquista i director del diari Arriba. Va estudiar al Col·legi del Pilar de Madrid. Va cursar estudis de filosofia i lletres a la Universitat Complutense de Madrid, opció que després va rebutjar pel periodisme. Es va graduar per l'Escola Oficial de Periodisme de Madrid el 1963.
Amb 19 anys va entrar a treballar com a redactor en cap de Pueblo, el diari vespertí del Movimiento que dirigia Emilio Romero. Després d'ocupar el càrrec de sotsdirector a Pueblo, va passar a Informaciones, dirigit per Jesús de la Serna. També va participar en la fundació de la revista Cuadernos para el Diálogo el 1963. El 1974 va ser nomenat cap dels serveis informatius de RTVE per l'últim govern de la dictadura franquista.
El 1976 Jesús de Polanco, propietari d'un grup editorial la marca més coneguda del qual era Santillana, va fundar el diari El País, i va nomenar Cebrián com al seu primer director, càrrec que va ocupar fins al novembre de 1988. Va ser substituït en el càrrec de director d'El País per Joaquín Estefanía. En aquest període, El País es va convertir en el diari més venut d'Espanya. De 1986 a 1988 va exercir el lloc de president de l'Institut Internacional de Premsa. El novembre de 1988 va deixar la direcció del diari per fer-se càrrec de la seva empresa. Des de llavors és conseller delegat del Grup PRISA i del mateix diari, vicepresident de la Societat Espanyola de Radiodifusió i de Prisa TV, empresa de la qual ha estat conseller delegat des de la seva fundació, el 1989, fins a 1999. El 2008 va assumir el càrrec de president executiu del grup. L'abril de 2011 va ser nomenat president executiu i delegat de l'àrea de premsa i conseller delegat d'El País.
El juny de 2006 Juan Luis Cebrián va participar en la conferència anual del grup Bilderberg, on es reuneixen personalitats d'elit a nivell mundial. Al costat seu, van estar personalitats d'influència política i econòmica d'Espanya com Matías Rodríguez Inciarte i també Bernardino León Gross.
L'abril de 2016 es va publicar la seva vinculació amb els papers de Panamà a través de l'empresa petroliera Star Petroleum. Després de la publicació d'aquestes dades, Cebrián va anunciar una demanda contra els mitjans La Sexta, El Confidencial i eldiario.es. A més, es va acomiadar Ignacio Escolar com a col·laborador de la Cadena SER i es va prohibir la col·laboració de treballadors de PRISA a aquests mitjans de comunicació.
Juan Luis Cebrián es va casar el 3 de juny de 1966 amb Gemma Torallas Gatoo, amb qui va tenir quatre fills. El 1988 es va casar amb la periodista Teresa Aranda, amb qui va tenir dos fills.

## Premis i reconeixements
Juan Luis Cebrián ha rebut diversos reconeixements en la seva carrera. Entre els nombrosos premis periodístics amb els quals explica, cal destacar el de Director Internacional de l'Any, concedit per la publicació World Press Review de Nova York (1980); el Premi Nacional de Periodisme d'Espanya ex aequo el 1983, la Medalla d'Honor de la Universitat de Missouri el 1986 i el Gran Premi de Trento de periodisme europeu el 1987. Cebrián és oficial de l'orde de les Arts i les Lletres de França. El 1988 va ser nomenat professor honorari per la Universitat Iberoamericana de Santo Domingo (República Dominicana) i des de 1997 és membre de la Reial Acadèmia Espanyola. El 2003 va ser nomenat Visitant d'Honor en la Universitat de la Plata (Argentina) i també va ser guardonat amb la Medalla al Mèrit de la Universitat de Veracruz (Mèxic) per la seva aportació al pensament crític. És membre de l'Acadèmia Europea de Ciències i Arts des de 2000. També és membre del Club de Roma.

## Obres

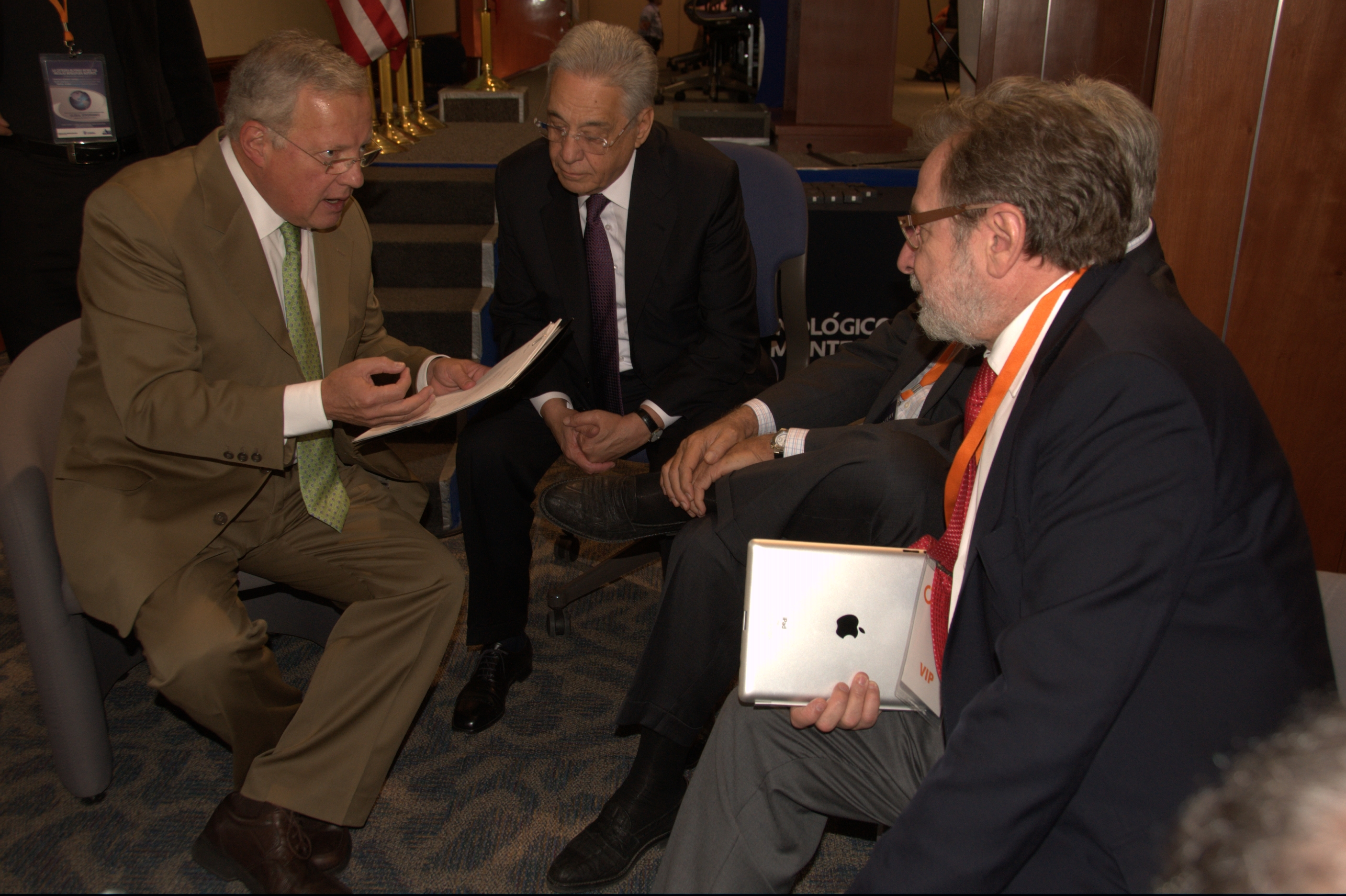
Cebrián (dreta) en una conferència a l'Institut Tecnològic i d'Estudis Superiors de Monterrey

- La prensa en la calle: escritos sobre periodismo. Taurus, 1980.
- La España que bosteza: apuntes para una historia crítica de la transición. Taurus, 1981. ISBN 84-306-3045-7
- ¿Qué pasa en el mundo? Los medios de información de masas. Salvat, 1981. ISBN 84-345-7958-8
- Crónicas de mi país. Promotora de Informaciones, 1985. ISBN 84-85371-21-6
- La rusa. Alfaguara, 1986. ISBN 84-204-9800-9
- Los medios en Europa. Salvat, 1987. ISBN 84-7137-980-5
- Retrato de Gabriel García Márquez. Círculo de Lectores, 1989. ISBN 84-226-2966-6
- La isla del viento. Alfaguara, 1990. ISBN 84-204-8077-0
- El tamaño del elefante. ONCE, 1993. ISBN 84-484-0053-4
- El siglo de las sombras: meditaciones urgentes de un europeo de hoy. Aguilar, 1994. ISBN 84-03-59358-9
- Cartas a un joven periodista. Aguilar, 1997. ISBN 84-08-01978-3
- Exaltación del vino y de la alegría. Biliofilia Montillana, 1998. ISBN 84-923756-4-7
- La red: cómo cambiarán nuestras vidas los nuevos medios de comunicación. Círculo de Lectores, 1998. ISBN 84-306-0277-1
- La agonía del dragón. Alfaguara, 2000. ISBN 84-204-4208-9
- Epílogo para adolescentes en Cartas a un joven periodista. Aguilar, 2003. ISBN 978-84-03-09406-2
- Francomoribundia. Alfaguara, 2003. ISBN 84-204-6669-7
- El fundamentalismo democrático. Taurus, 2004. ISBN 84-306-0529-0
- El pianista en el burdel. Círculo de Lectores, 2009. ISBN 978-84-8109-809-9